# AN/TPQ-36
Hughes AN/TPQ-36 Firefinder Weapon Locating System est un système radar mobile développé au milieu des années 1970 par Hughes Aircraft et fabriqué par Northrop Grumman et ThalesRaytheonSystems, atteignant sa capacité opérationnelle initiale en mai 1982. Le système est un « radar de localisation d'armes », conçu pour détecter et suivre les tirs de mortier, d'artillerie et de roquettes entrants pour déterminer le point d'origine pour le tir de contrebatterie. Il est actuellement en service au bataillon et à des niveaux supérieurs dans l'United States Army, le United States Marine Corps, l'Australian Army, l'armée portugaise, l'armée turque, et les Forces armées ukrainiennes.
Le radar est généralement monté sur remorque et remorqué par un Humvee.

## Mises à jour
Firefinder (V)7 ajoute un système de position d'azimut modulaire (MAPS). MAPS dispose d'un gyrocompas laser à recherche du nord et d'un Honeywell H-726 contrôlé par microprocesseur système de navigation inertielle. Les Firefinders précédents ont utilisé une équipe d'enquête pour trouver le site latitude, longitude et la direction vers le nord. Avec MAPS, le temps de réaction n'était limité que par le temps de mise en place du site, puisque la géolocalisation du système était préchargée avant le déploiement de sortie . L'équipage a été réduit de 8 à 6.
Firefinder (V)8 étend les performances du système, améliore la capacité de survie de l'opérateur et réduit le coût du cycle de vie. Une plus grande puissance de traitement et l'ajout d'un amplificateur à faible bruit à l'antenne radar améliorent la portée de détection (jusqu'à 50 %) et la précision des performances contre certaines menaces.

## Opérations/mainteneurs/spécifications

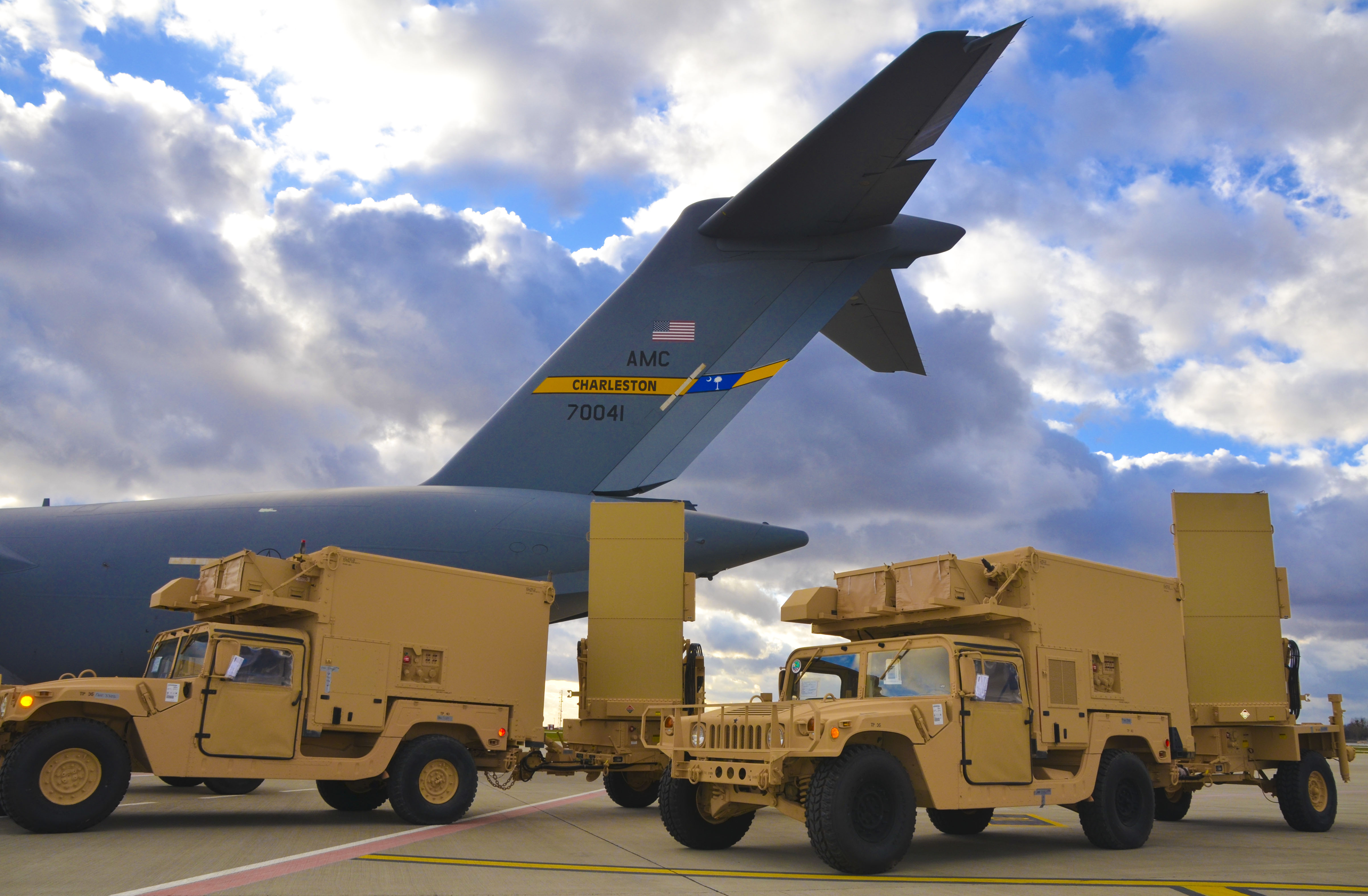
Livraison de deux systèmes radar Q-36 à Ukraine à Lviv le 14 novembre 2015.

L'AN/TPQ-36 est un radar dirigé électroniquement, ce qui signifie que l'antenne radar ne bouge pas réellement pendant son fonctionnement. L'antenne radar peut cependant être déplacée manuellement si nécessaire. Le système peut également être utilisé en mode tir ami pour déterminer la précision du tir de contrebatterie, ou pour effectuer un enregistrement radar ou des étalonnages de point d'impact moyen pour l'artillerie amie. Il peut localiser des mortiers, de l'artillerie et des lance-roquettes multiples, localiser simultanément 10 armes, localiser des cibles au premier tour et effectuer un plan de référence par rafale, et les enregistrements d'impact. Il peut être utilisé pour ajuster le tir ami, s'interfacer avec le tir tactique et prédire l'impact des projectiles hostiles.
Sa portée maximale est de 24 km avec une portée effective de 18 km pour l'artillerie et de 24 km pour les fusées. Son secteur d'azimut est de 90°. Il fonctionne dans la bande X à 32 fréquences. La puissance maximale transmise est de 23 kW, min. Il dispose d'un stockage permanent pour 99 cibles, dispose d'un mode d'exercice sur le terrain et utilise une interface de données numériques.

## Fabricants
Northrop Grumman fabrique le radar AN/TPQ-36(V)8 Firefinder. Avant son acquisition par Raytheon, Hughes Aircraft Co. a développé le radar AN/TPQ-36 Firefinder dans son usine de Fullerton, en Californie, et l'a fabriqué dans son usine de Forest, Mississippi.

## Nomenclature
Selon le Joint Electronics Type Designation System (JETDS), la nomenclature AN/TPQ-36 est ainsi dérivée :
- « AN/ » indiquant Army/Navy (marines) - une nomenclature système dérivée du JETDS.
- « T » pour « transportable », indiquant qu'il est porté par un véhicule mais ne fait pas partie intégrante dudit véhicule (comparer avec 'V' pour monté sur véhicule).
- « P » indiquant un localisateur (radar).
- « Q » pour un radar à usage spécifique, en l'occurrence la contrebatterie.
- « 36 » est la 36e version de cette famille de radars TPQ.

## Opérateurs militaires
- Espagne